# Villamanrique
Villamanrique ist ein Dorf und eine spanische Gemeinde (municipio) mit 1.072 Einwohnern (Stand: 2024) im Südosten der historischen Landschaft La Mancha in der Provinz Ciudad Real in der Region Kastilien-La Mancha in Zentralspanien. 

## Lage und Klima
Villamanrique liegt etwa 115 Kilometer südöstlich von Ciudad Real in einer Höhe von ca. 850 m. Das Klima ist meist trocken und warm; der spärliche Regen (ca. 525 mm/Jahr) fällt überwiegend in den Wintermonaten.

## Bevölkerungsentwicklung
| Jahr      | 1970 | 1981 | 1991 | 2001 | 2011 | 2021 |
| Einwohner | 2549 | 2014 | 1887 | 1630 | 1357 | 1114 |

Infolge der Mechanisierung der Landwirtschaft, der Aufgabe bäuerlicher Kleinbetriebe („Höfesterben“) und der dadurch ausgelösten „Landflucht“ ist die Einwohnerzahl der Kleinstadt in der zweiten Hälfte des 20. Jahrhunderts deutlich gesunken.

## Sehenswürdigkeiten
- Burgruine von Montízon
- Andreaskirche (Iglesia de San Andrés Apóstol)

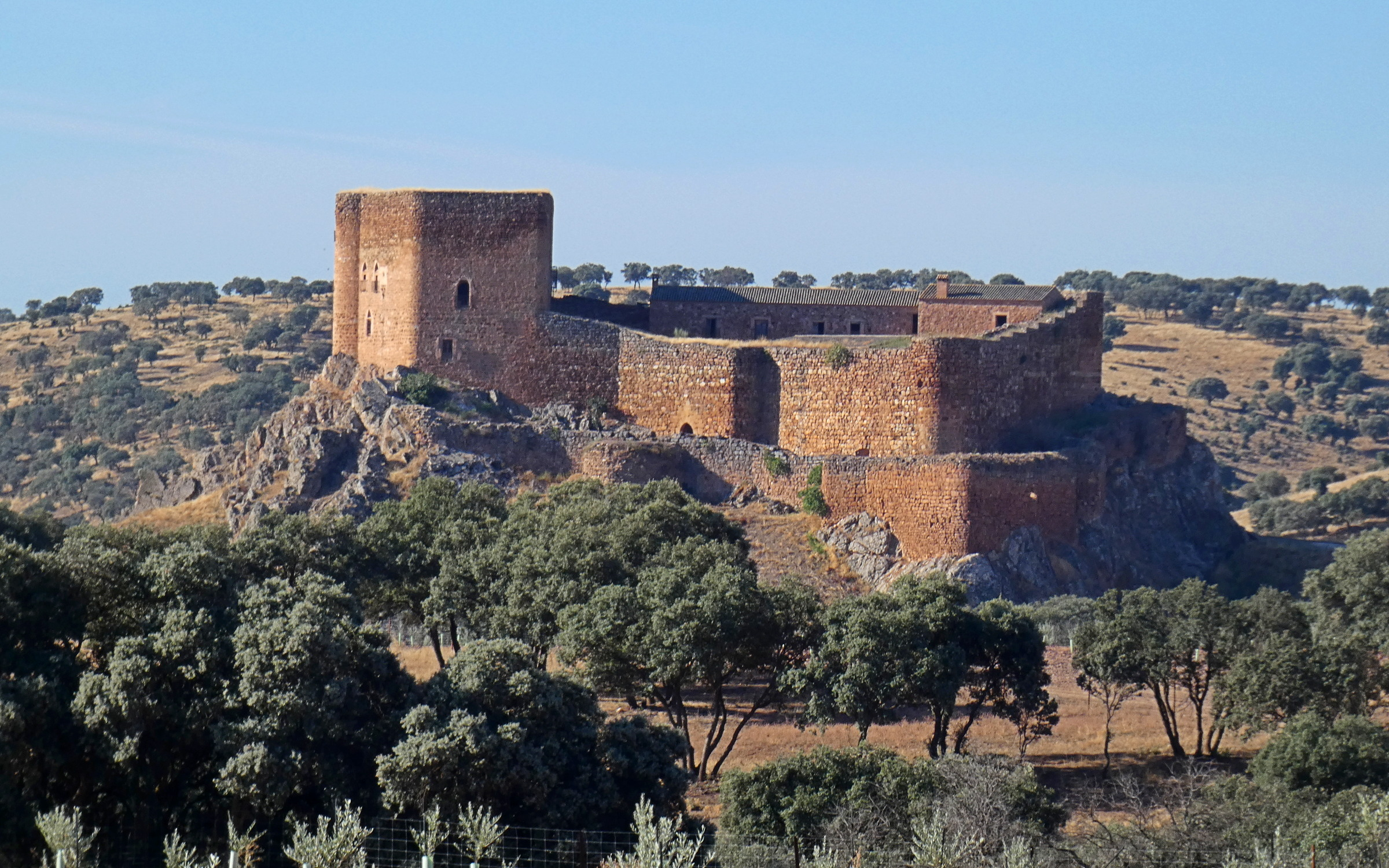
Burgruine von Montízon
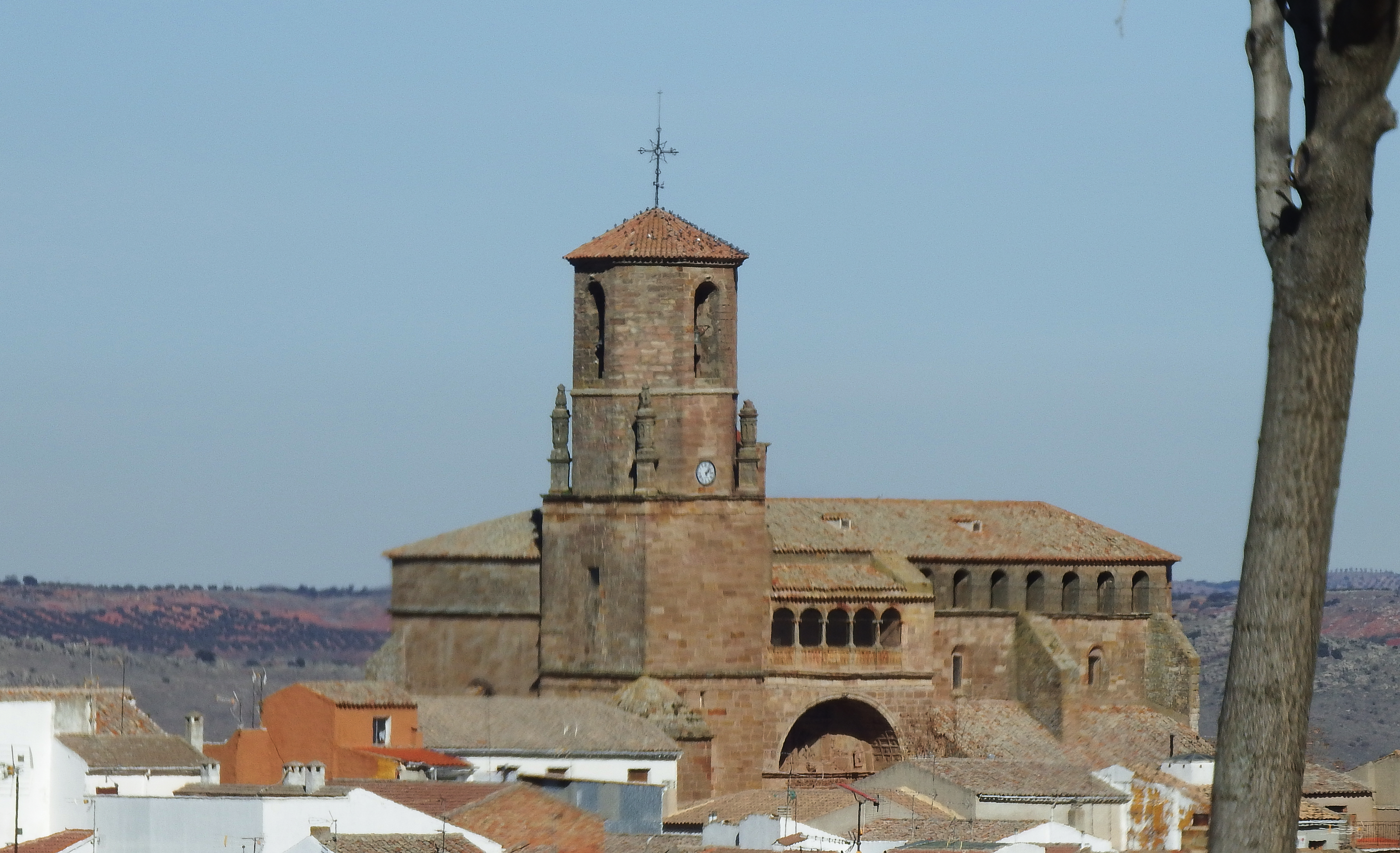
Andreaskirche